# Morti nel 1984/Settembre
| Questa pagina contiene informazioni ricavate automaticamente dalle voci biografiche con l'ausilio del template Bio e di un bot. L'aggiornamento è periodico e automatico e ricostruisce completamente la pagina. Se manca una persona in questa lista, sei pregato di non aggiungerla, ma accertati piuttosto che la sua voce biografica contenga il template Bio e che i dati anagrafici siano correttamente compilati. Se il template Bio manca, inseriscilo tu stesso o, in alternativa, metti l'avviso {{tmp\|Bio}} che ne segnala la mancanza. Se i dati riportati sono sbagliati, correggi direttamente la voce biografica; le modifiche saranno visibili in questa lista entro pochi giorni. Per chiarimenti vedi il progetto biografie. La lista contiene solo le 96 persone che sono citate nell'enciclopedia e per le quali è stato implementato correttamente il template Bio. Pagina aggiornata al 3 mar 2024. |

- 1º settembre - Pietro Lanzilotta, compositore e direttore di banda italiano (n. 1906)
- 1º settembre - Walter Laufer, nuotatore statunitense (n. 1906)
- 1º settembre - Sten Pettersson, ostacolista e velocista svedese (n. 1902)
- 2 settembre - Eino Purje, mezzofondista finlandese (n. 1900)
- 3 settembre - Gaston Palewski, politico francese (n. 1901)
- 3 settembre - Arthur Schwartz, compositore e produttore cinematografico statunitense (n. 1900)
- 3 settembre - Francesco Tabai, triplista e lunghista italiano (n. 1908)
- 3 settembre - Jan Zábrana, scrittore e traduttore ceco (n. 1931)
- 4 settembre - Fedir Parfenovyč Bohatyrčuk, scacchista sovietico (n. 1892)
- 4 settembre - Ernst Stueckelberg, fisico e matematico svizzero (n. 1905)
- 4 settembre - Bjarne Johnsen, ginnasta norvegese (n. 1892)
- 4 settembre - Ansaldo Poggi, liutaio italiano (n. 1893)
- 5 settembre - Achille Dellarole, calciatore italiano (n. 1902)
- 5 settembre - Leonid Arkad'evič Kostandov, politico sovietico (n. 1915)
- 5 settembre - Jane Roberts, scrittrice e poetessa statunitense (n. 1929)
- 5 settembre - Arnulf Erich Stegmann, pittore tedesco (n. 1912)
- 6 settembre - Dietrich Kilian, musicologo tedesco (n. 1928)
- 6 settembre - Ernest Tubb, cantante statunitense (n. 1914)
- 7 settembre - Joe Cronin, giocatore di baseball e allenatore di baseball statunitense (n. 1906)
- 7 settembre - Jennifer Kendal, attrice britannica (n. 1934)
- 7 settembre - Liam O'Flaherty, scrittore irlandese (n. 1896)
- 7 settembre - Ragnar Pedersen, calciatore norvegese (n. 1906)
- 7 settembre - Josyp Slipyj, cardinale e arcivescovo cattolico ucraino (n. 1892)
- 7 settembre - Michelangelo Trimarchi, politico italiano (n. 1916)
- 8 settembre - Enzo Contegno, tiratore a segno italiano (n. 1927)
- 8 settembre - Salvo Libassi, attore italiano (n. 1910)
- 8 settembre - Georges Meuris, calciatore francese (n. 1907)
- 8 settembre - Johnnie Parsons, pilota automobilistico statunitense (n. 1918)
- 8 settembre - Rodolfo Sorcinelli, pallonista italiano (n. 1918)
- 8 settembre - Carletto Sposito, attore italiano (n. 1924)
- 9 settembre - Yilmaz Güney, regista, attore cinematografico e scrittore turco (n. 1937)
- 9 settembre - Ted Mapes, attore statunitense (n. 1901)
- 10 settembre - Trummy Young, trombonista e compositore statunitense (n. 1912)
- 11 settembre - Agostino Di Stefano Genova, politico italiano (n. 1904)
- 11 settembre - Italo Gemini, politico e imprenditore italiano (n. 1901)
- 12 settembre - Lola Anglada, scrittrice e disegnatrice spagnola (n. 1892)
- 12 settembre - Yvon Petra, tennista francese (n. 1916)
- 13 settembre - Julius Keye, cestista statunitense (n. 1946)
- 13 settembre - Arduino Maiuri, sceneggiatore e scrittore italiano (n. 1916)
- 13 settembre - Leonida Schiona, aviatore italiano (n. 1894)
- 13 settembre - Laura Solari, attrice italiana (n. 1913)
- 13 settembre - Paolo Valmarana, giornalista, critico cinematografico e produttore cinematografico italiano (n. 1928)
- 14 settembre - Richard Brautigan, scrittore e poeta statunitense (n. 1935)
- 14 settembre - Lou Brouillard, pugile canadese (n. 1911)
- 14 settembre - Raffaele Carrieri, scrittore, poeta e critico d'arte italiano (n. 1905)
- 14 settembre - Janet Gaynor, attrice statunitense (n. 1906)
- 14 settembre - Symphony Sid, disc jockey e conduttore radiofonico statunitense (n. 1909)
- 15 settembre - Nasser bin Abd al-Aziz Al Sa'ud, principe e politico saudita (n. 1911)
- 16 settembre - Vincent Cotroni, mafioso italiano (n. 1910)
- 16 settembre - Nada Fiorelli, attrice italiana (n. 1919)
- 16 settembre - Paul Neuhuys, poeta belga (n. 1897)
- 16 settembre - Enrico Viti, fantino italiano (n. 1909)
- 17 settembre - Richard Basehart, attore statunitense (n. 1914)
- 17 settembre - Giancarlo Fusco, scrittore, giornalista e attore italiano (n. 1915)
- 17 settembre - Rafael Jiménez, pallanuotista spagnolo (n. 1911)
- 17 settembre - Sven Jonasson, calciatore svedese (n. 1909)
- 17 settembre - Pavel Pavlovič Polubojarov, generale sovietico (n. 1901)
- 17 settembre - Jurij Iosifovič Vizbor, attore e chitarrista sovietico (n. 1934)
- 18 settembre - Riccardo Lombardi, politico, ingegnere e giornalista italiano (n. 1901)
- 18 settembre - Ignazio Mineo, politico italiano (n. 1924)
- 19 settembre - Carl Joachim Friedrich, politologo tedesco (n. 1901)
- 19 settembre - Nariz, calciatore brasiliano (n. 1912)
- 20 settembre - Lina Bruna Rasa, soprano italiano (n. 1907)
- 20 settembre - Steve Goodman, cantante statunitense (n. 1948)
- 20 settembre - Arnaldo Maccarone, magistrato italiano (n. 1909)
- 20 settembre - Carlo Pesenti, imprenditore, editore e ingegnere italiano (n. 1907)
- 21 settembre - Roberto De Leonardis, dialoghista e paroliere italiano (n. 1913)
- 22 settembre - Pierre Emmanuel, poeta francese (n. 1916)
- 23 settembre - Alston Wise, hockeista su ghiaccio canadese (n. 1904)
- 24 settembre - Denis Blundell, avvocato, diplomatico e politico neozelandese (n. 1907)
- 24 settembre - Neil Hamilton, attore statunitense (n. 1899)
- 24 settembre - Goffredo Lagger, sciatore di pattuglia militare italiano (n. 1902)
- 25 settembre - Giorgio Bixio, attore italiano (n. 1912)
- 25 settembre - Walter Pidgeon, attore canadese (n. 1897)
- 25 settembre - Alighiero Tondi, presbitero, pittore e politico italiano (n. 1908)
- 25 settembre - Viktor Semёnovič Turbin, regista sovietico (n. 1913)
- 25 settembre - Raimondo Viale, presbitero italiano (n. 1907)
- 26 settembre - Antonio Bueno, pittore spagnolo (n. 1918)
- 26 settembre - José Castelli, calciatore e allenatore di calcio brasiliano (n. 1903)
- 26 settembre - Renato Ferretti, calciatore e allenatore di calcio italiano (n. 1907)
- 26 settembre - Shelly Manne, batterista statunitense (n. 1920)
- 26 settembre - Francisco Rivera, torero spagnolo (n. 1948)
- 26 settembre - Franco Soave, chirurgo italiano (n. 1917)
- 27 settembre - Ernesto Alciati, maratoneta italiano (n. 1902)
- 27 settembre - Ellsworth Bunker, diplomatico statunitense (n. 1894)
- 27 settembre - Nicolò Carosio, giornalista e telecronista sportivo italiano (n. 1907)
- 27 settembre - Gustaf Klarén, lottatore svedese (n. 1906)
- 27 settembre - Ubaldo Lay, attore italiano (n. 1917)
- 28 settembre - Antonio Chichiarelli, criminale e mafioso italiano (n. 1948)
- 28 settembre - Giovanni Saccenti, attore e doppiatore italiano (n. 1898)
- 28 settembre - Luciano Urquijo, ingegnere e hockeista su prato argentino (n. 1895)
- 29 settembre - Daniele Fontana, disegnatore, illustratore e pittore italiano (n. 1900)
- 30 settembre - Philippe Hardy, sciatore alpino francese (n. 1954)
- 30 settembre - Arrigo Lucchini, attore italiano (n. 1916)
- 30 settembre - Eulogio Martínez, calciatore paraguaiano (n. 1935)
- 30 settembre - Martin Weiss, militare tedesco (n. 1903)